# Incontri di Bienne
Gli  Incontri di Bienne sono un festival letterario trilingue che dal 2008 si svolge annualmente, di solito in febbraio, nella città svizzera bilingue di Bienne. Si tratta di una manifestazione in cui scrittrici, scrittori, traduttrici e traduttori si incontrano per discutere dei loro testi in corso di elaborazione o comunque inediti. La manifestazione viene organizzata e promossa dall'omonima associazione attraverso un gruppo di preparazione che si costituisce ogni anno. Ogni anno i partecipanti, che parlano e scrivono in francese, tedesco o italiano, sono una sessantina.
Per ogni edizione, l'associazione invita scrittori di prosa e poesia, come pure traduttori letterari, professionisti e non professionisti, a inviare una candidatura con un testo inedito. I candidati vengono dalle varie regioni linguistiche della Svizzera, ma anche dall'estero. Una giuria seleziona alcuni fra i testi inviati, che vengono poi presentati ai partecipanti agli Incontri di Bienne nell'ambito di vari atelier, per esempio atelier di discussione del testo o di traduzione nelle altre lingue svizzere. Altri atelier sono dedicati alla traduzione di testi già pubblicati di autori svizzeri, che non sono però ancora stati tradotti nelle altre lingue nazionali. Ci sono inoltre atelier di scrittura creativa, di traduzione sperimentale, di discussione su argomenti legati alla creazione letteraria. Il programma preciso varia a ogni edizione.
In occasione del decimo anniversario degli Incontri di Bienne è stato pubblicato un volume contenente contributi in varie lingue raccolti nel corso delle varie edizioni.